# Geetbets
Geetbets è un comune belga di 5 786 abitanti nelle Fiandre (Brabante Fiammingo).